# Erigone aspura
Erigone aspura är en spindelart som beskrevs av Chamberlin och Ivie 1939. Erigone aspura ingår i släktet Erigone och familjen täckvävarspindlar.
Artens utbredningsområde är Alaska. Inga underarter finns listade i Catalogue of Life.